# Christian Vander
Pour les articles homonymes, voir Christian Vander (football) et Vander.
Christian Vanderschueren, dit Christian Vander, né le 21 février 1948 à Nogent-sur-Marne, est un batteur, pianiste, chanteur et compositeur français. Il est connu en particulier pour être le cofondateur du groupe Magma.

## Synthèse
Reconnu comme un excellent batteur au niveau international, notamment pour son travail au sein du groupe Magma, il possède un style personnel intéressant, influencé par certains batteurs de jazz, notamment Elvin Jones. Il a la particularité d'utiliser une grosse caisse de 18 pouces et de placer des cymbales derrière lui. Christian Vander est également compositeur, auteur de longues pièces, telle que Mekanïk Destruktïw Kommandöh (quarante minutes). Il a inventé une langue, le kobaïen, aux consonances germaniques et slaves, majoritairement utilisée dans sa musique. Il est parfois crédité sur les albums sous son « nom kobaïen » : Zébehn Straïn Dë Geustaah.
Il a également cofondé Seventh Records, le label qui produit et distribue la plupart de ses enregistrements, tant au sein de Magma que de ses formations satellites.
Il est le fils adoptif de Maurice Vander (entre autres pianiste de Claude Nougaro).

## Carrière musicale
La carrière de Christian Vander s'axe autour de la quête de la note suprême, ultime, ou de la musique céleste (zeuhl), quête inspirée par son idole John Coltrane : « Cela fait un peu prétentieux quand même. Mais il y a de ça. La mélodie de toutes les mélodies… oui, c'est ce que je cherche », comme il le confie à l'occasion des quarante ans de Magma.
Très jeune, il écoute sur le vieux phono de sa tante les morceaux d'Art Blakey et les Jazz Messengers. Puis il côtoie grâce à sa mère des batteurs prestigieux tels que Kenny Clarke, le virtuose Elvin Jones avec lequel il prendra quelques cours de batterie, ou encore le trompettiste Chet Baker, qui lui offre sa première batterie à l'âge de 13 ans. Il voue une forte passion à John Coltrane, dont la quête spirituelle l'influencera profondément dans toutes ses recherches musicales. Il écoute également d'autres compositeurs :
Otis Redding, Bach, Wagner, Carl Orff et surtout Stravinsky, dont l'influence sur la musique de Magma est indéniable. En 1964, il fonde les Wurdalaks avant de rejoindre les Chinese de Bernard Paganotti où il écrira ses premières compositions. Il est très affecté par la mort de Coltrane en 1967 et il part en Italie où il joue dans divers clubs de jazz.
Il fonde Magma avec Laurent Thibault en 1969, groupe qui gagne rapidement une reconnaissance internationale. Les deux premiers albums sont encore assez proches du jazz, mais très écrits et avec une atmosphère sombre (pour l'époque) et puissante. Christian Vander compose ensuite plusieurs pièces majeures comme Theusz Hamtaahk : Trilogie, Mekanïk Destruktïw Kommandöh, Ẁurdah Ïtah ou Köhntarkösz, ponctuées par divers autres projets comme Üdü Wüdü.
En 1979, il fonde l'Alien Quartet (avec Benoît Widemann et Dominique Bertram, puis Michel Graillier et Alby Cullaz) qui deviendra le Christian Vander Trio, et enregistrera deux albums, fortement influencés par la musique de John Coltrane.
Le départ du chanteur de Magma Klaus Blasquiz en 1980 lui permet de prendre une place de plus en plus importante au chant, changement de fonction qui aboutit, en 1983, à la création d'une formation complémentaire à Magma, Offering, possédant une orientation résolument acoustique, fortement axée sur les voix et l'improvisation. Parallèlement, il sort en 1981 l'album Fusion avec Didier Lockwood, Jannick Top et Benoît Widemann.

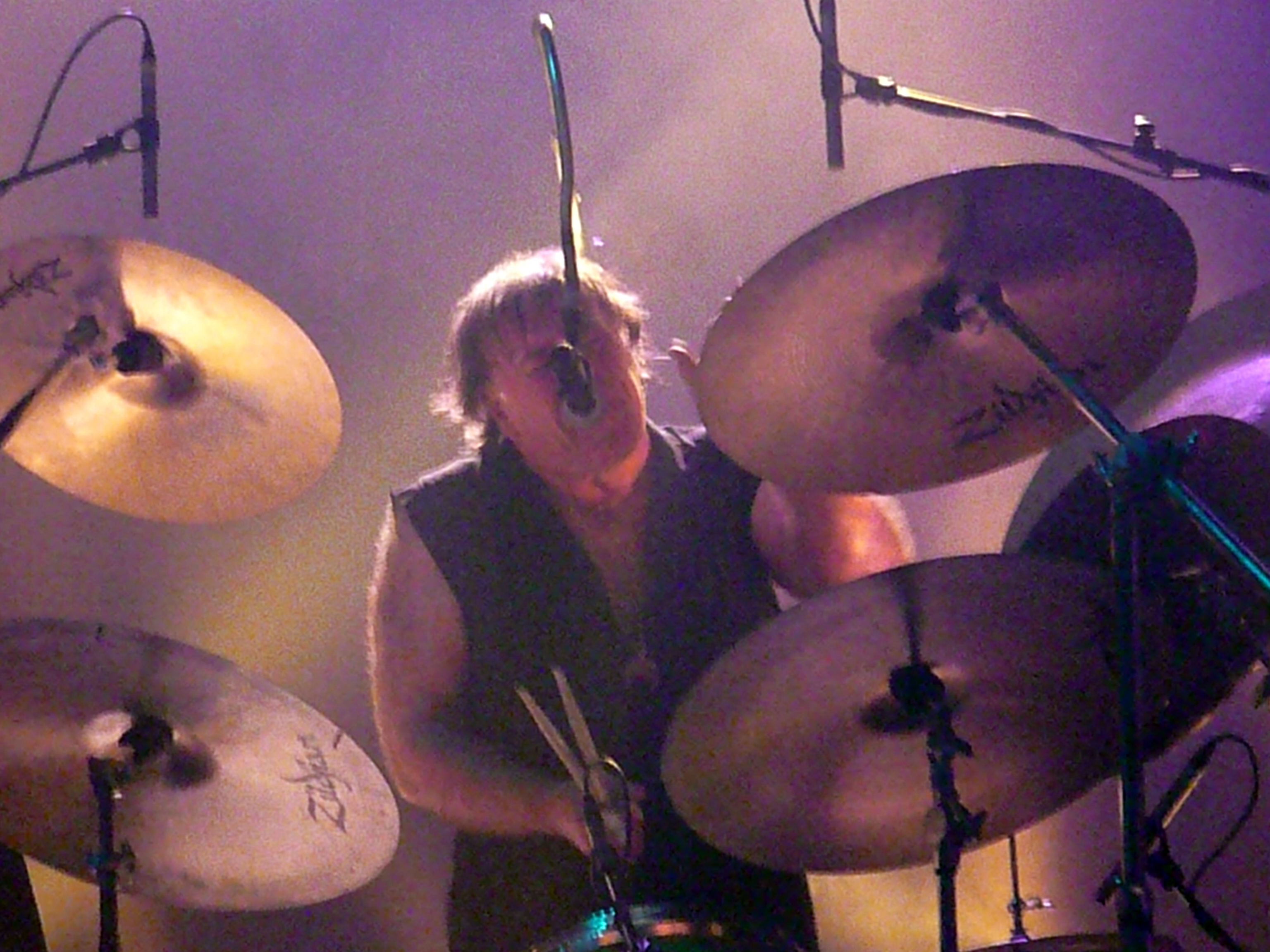
Christian Vander avec Magma en 2010 à Freyming-Merlebach

Il grave en 1988 un disque particulièrement épuré[réf. nécessaire], To Love, composé d'improvisations au chant et au piano dévoilant ainsi son mode de composition. Dans les années 1990, la formation Les Voix de Magma joue des pièces de ce groupe telles que Zëss ou Ẁurdah Ïtah, mais dans un esprit plus proche d'Offering (voir le CD du même nom enregistré à Douarnenez en 1992). En 2002, après quatre années de travail en studio, il publie Les Cygnes et les Corbeaux, ambitieuse pièce de plus d'une heure, sorte de synthèse entre les univers de Magma et d'Offering.
Depuis 1999, Christian Vander s'attache à mettre de l'ordre dans ses compositions majeures, souvent enregistrées dans le désordre dans les années 1970. Tout d'abord avec Theusz Hamtaahk : Trilogie en 2000 (composée de Theusz Hamtaahk, Wurdah Itah et Mekanïk Destruktïw Kommandöh) enregistrée d'un seul tenant. En 2004 il publie K.A, composé en 1972 et conçu pour être la « suite » de Köhntarkösz.
De 2005 à 2009 il achève Ëmëhntëhtt-Rê, composé entre 1974 et 1977 et qui n'avait pas été terminé à l'époque.

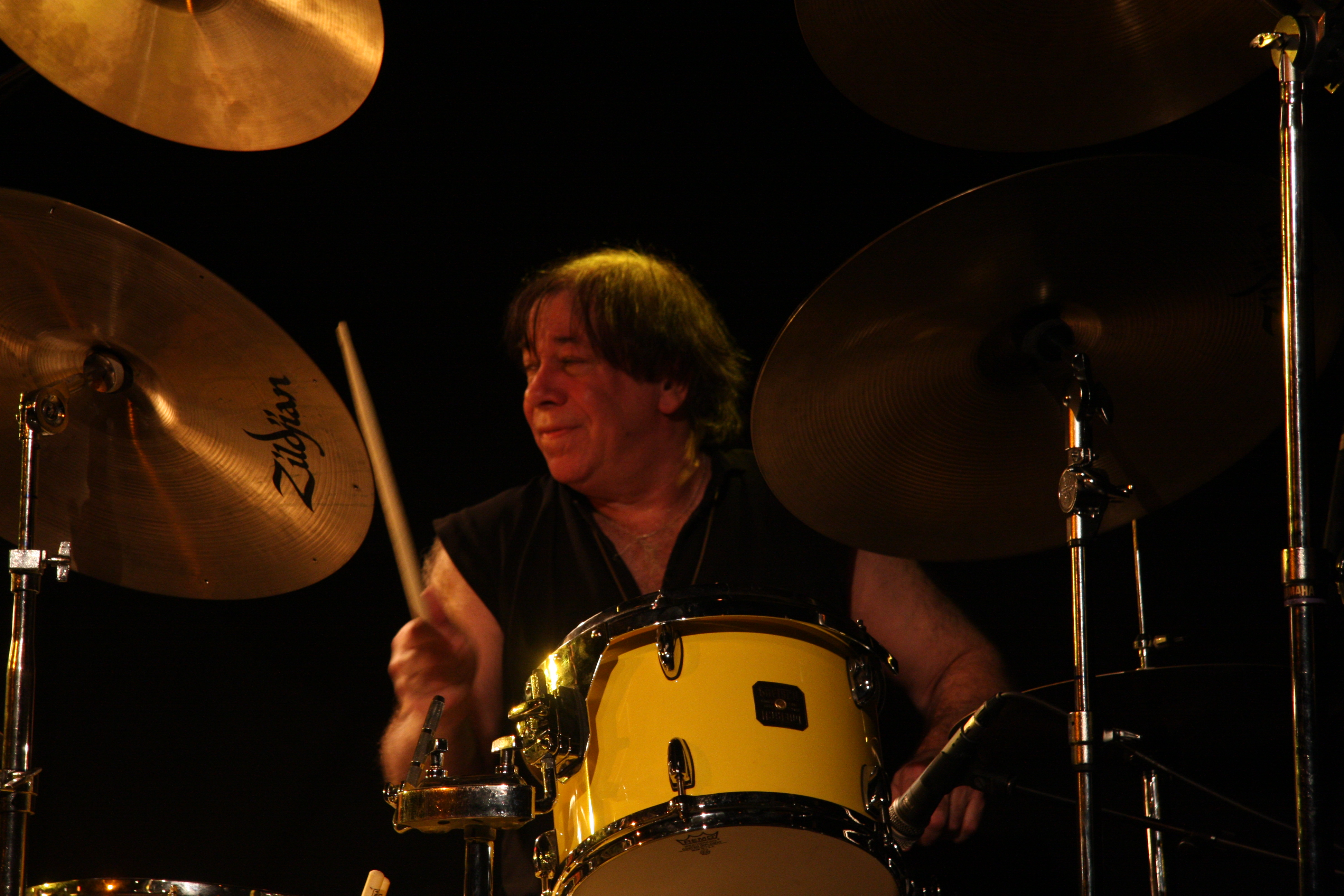
Christian Vander, batteur du Christian Vander Quartet au festival Fort en Jazz 2009

À partir de 2009, Christian Vander se lance dans une nouvelle formule de concerts. Convaincu par son entourage que sa musique gagnerait à être entendue telle qu'elle est composée chez lui, il démarre des concerts piano-voix en solo. Le premier a eu lieu à Eysines le 14 mai 2009. Depuis, quelques concerts sporadiques ont eu lieu. On peut y découvrir la manière de composer de Vander, sa manière d'utiliser le piano et son travail sur la venue du chant. Reprenant des morceaux d'Offering, de l'album To Love et en jouant plusieurs encore inédits, l'ambiance y est plus intimiste. Là encore, cette configuration honore la mémoire de John Coltrane. Vander s'y distingue par des morceaux entièrement sifflés, dont un a été joué les 13 et 14 novembre 2015 au Triton en mémoire de son ami René Garber, alors récemment décédé.
Parallèlement, il continue de faire vivre la musique de John Coltrane en la jouant avec ses formations jazz, dont un quintet formé en 2016, que l'on peut entendre lors de rares concerts.

## Discographie (sous son propre nom)
- 1972 : Christian Vander et les trois Jeff [3]
- 1973 : Fiesta in Drums (avec Frank Raholison)
- 1974 : Tristan Et Iseult (soundtrack)
- 1988 : To love
- 1990 : Jour après Jour (Christian Vander Trio)
- 1993 : 65! (Christian Vander Trio)
- 1993 : Les Voyages de Christophe Colomb
- 1995 : À Tous les Enfants
- 1995 : Welcome
- 1999 : Au Sunset (Christian Vander Quartet)
- 2000 : Korusz (À la recherche du chorus suprême)[4]
- 2002 : Les Cygnes et les Corbeaux
- 2011 : John Coltrane l'Homme Suprême

## Filmographie
- 1974 : Tristan et Iseult d'Yvan Lagrange
- Un homme… une batterie (vidéo) : documentaire pédagogique dans lequel Christian Vander raconte quelques anecdotes sur sa carrière de batteur et ouvre quelques portes sur sa technique, réalisé par Marc Salama.
- Douche anglaise, téléfilm de David Pharao (1994)